# Кюрмонт
Кюрмо́нт (фр. Curemonte, окс. Curamonta) — коммуна во Франции.  Находится в кантоне Мессак округа Брив-ла-Гайярд, департамент Коррез, Новая Аквитания. Входит в список «Самых красивых деревень Франции». 
Код INSEE коммуны — 19067.
Коммуна расположена приблизительно в 440 км к югу от Парижа, в 105 км южнее Лиможа, в 30 км к югу от Тюля.

## Население
Население коммуны на 2008 год составляло 213 человек.
| 1962 | 1968 | 1975 | 1982 | 1990 | 1999 | 2008 |
| ---- | ---- | ---- | ---- | ---- | ---- | ---- |
| 351  | 311  | 248  | 231  | 203  | 223  | 213  |

## Экономика
В 2007 году среди 124 человек в трудоспособном возрасте (15-64 лет) 85 были экономически активными, 39 — неактивными (показатель активности — 68,5 %, в 1999 году было 74,6 %). Из 85 активных работали 83 человека (47 мужчин и 36 женщин), безработных было 2 (0 мужчин и 2 женщины). Среди 39 неактивных 5 человек были учениками или студентами, 25 — пенсионерами, 9 были неактивными по другим причинам.

## Достопримечательности
В коммуне находятся три средневековых замка и три средневековые церкви: 
- Замки Сент-Илер и Пла (XIII век). Памятник истории с 1991 года[4]
- Замок Жоанни (XIV век). Памятник истории с 1981 года[5]
- Бывшая церковь Сент-Илер (XII век). Памятник истории с 1970 года[6]
- Церковь Сен-Бартелеми (XIII век). Памятник истории с 1993 года[7]
- Бывшая церковь Сен-Жене (XIV век). Памятник истории с 1971 года[8]
- Крест на кладбище (XVI век). Памятник истории с 1912 года[9]
- Дом XVI века. Памятник истории с 1912 года[10]

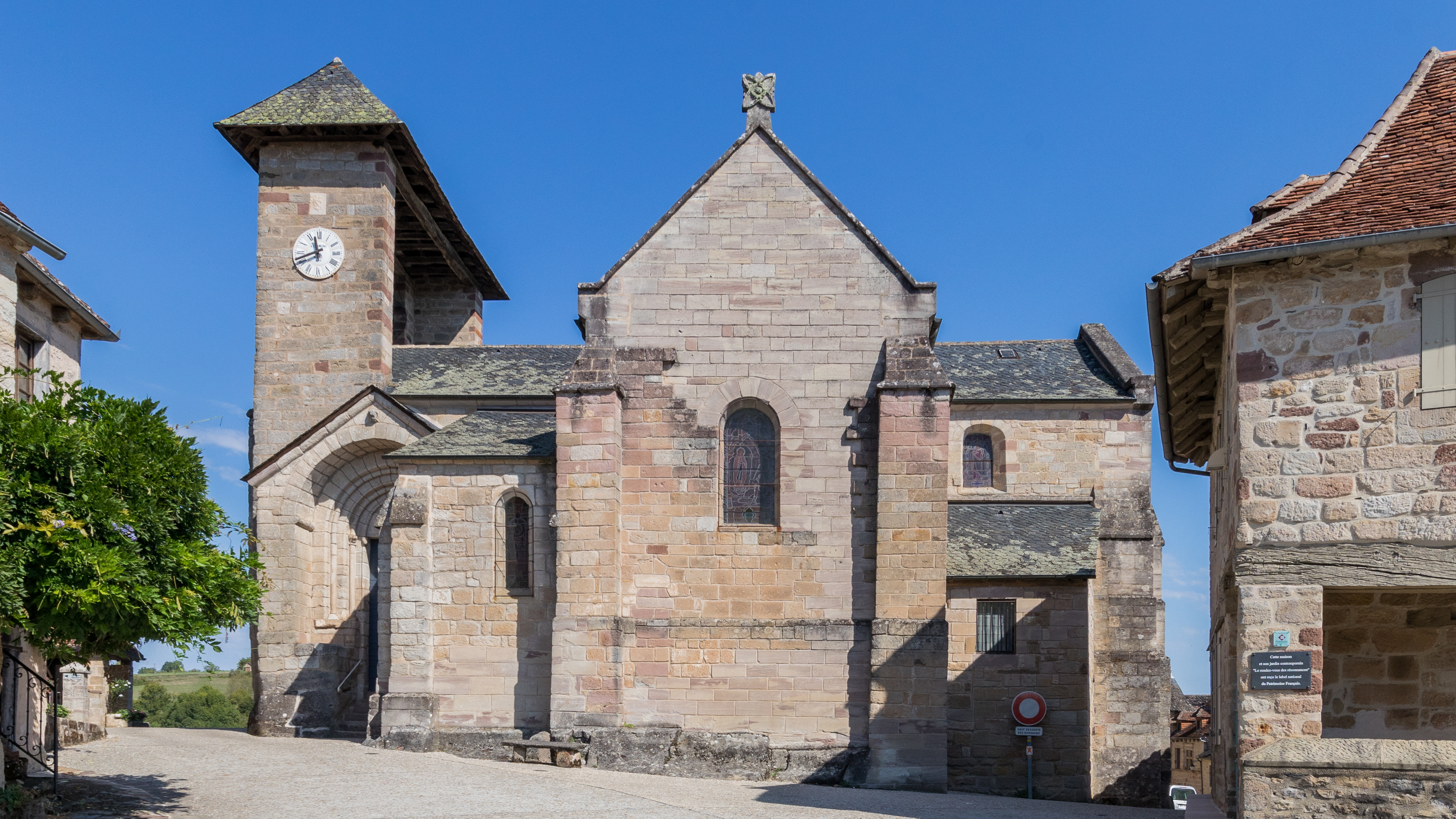
Церковь Сен-Бартелеми
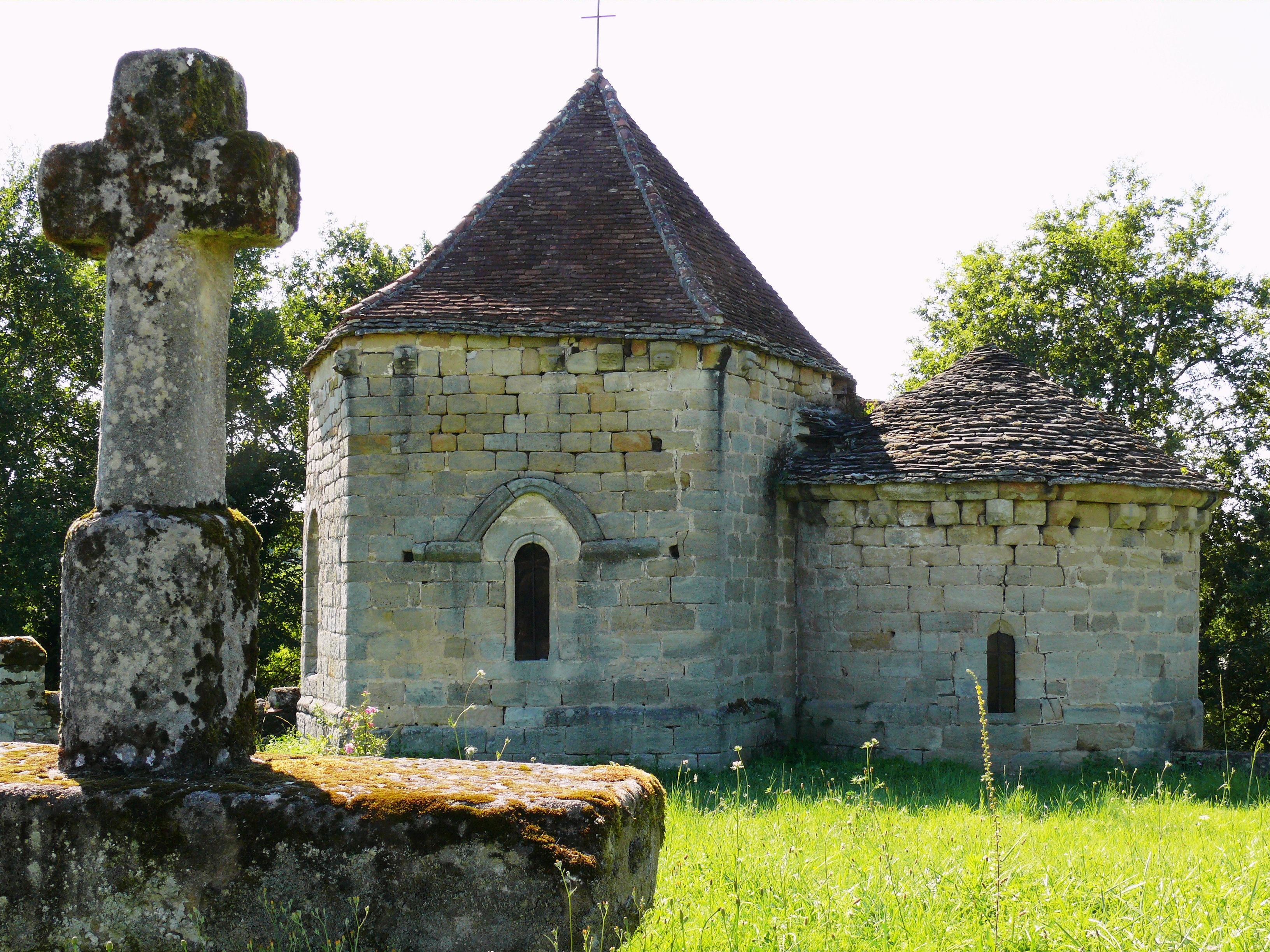
Церковь Сент-Илер и крест
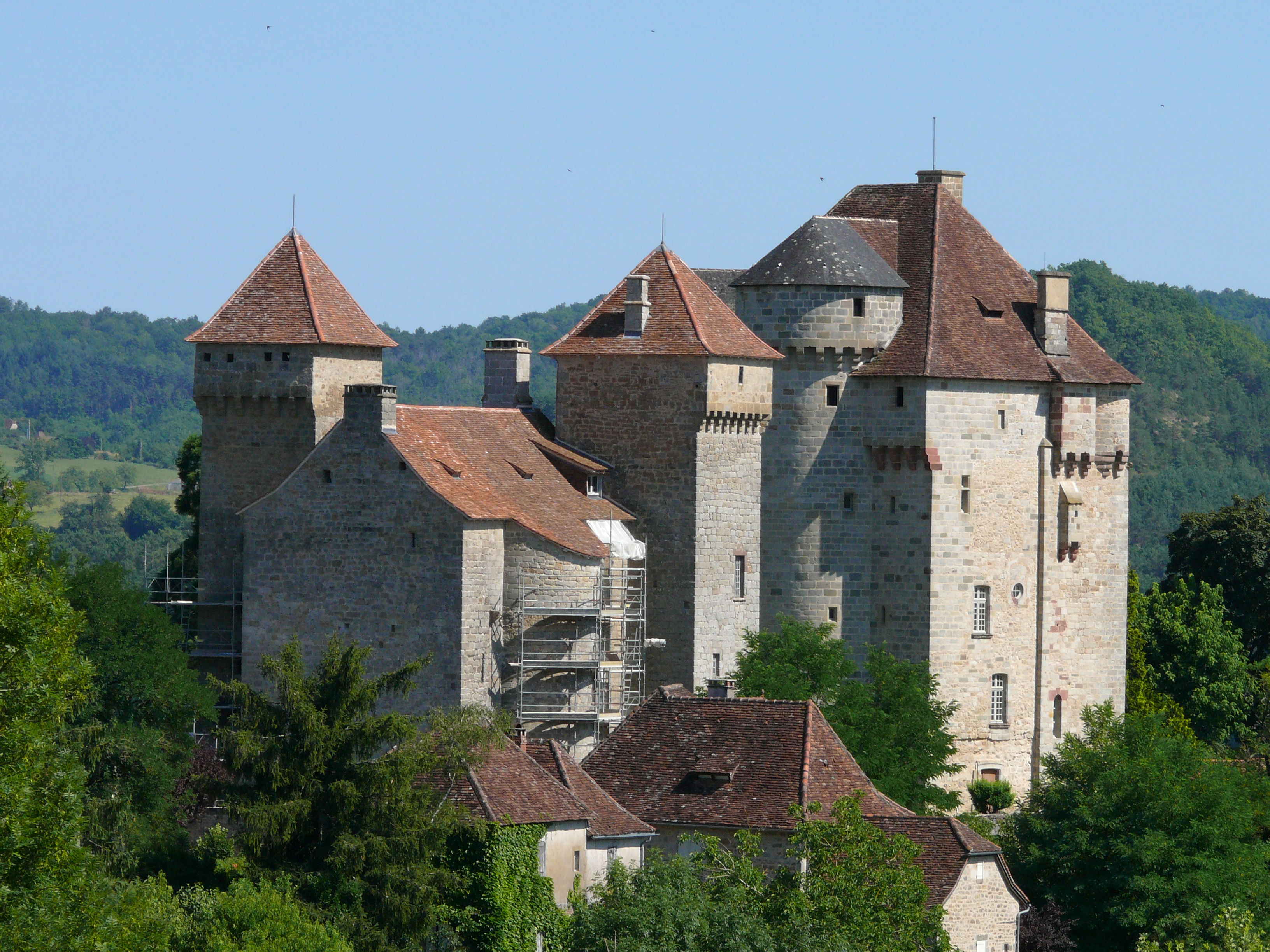
Замки Сент-Илер и Пла
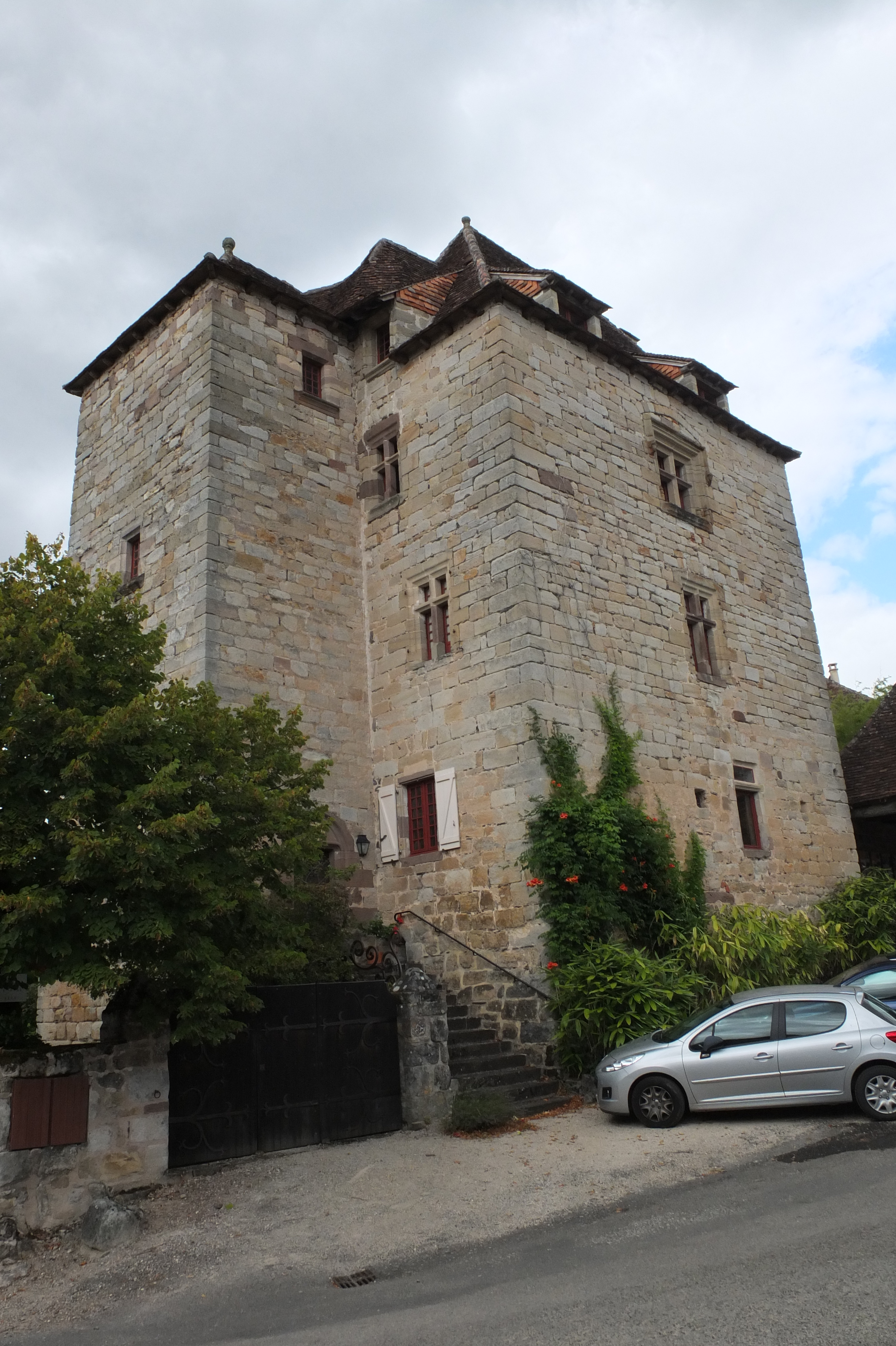
Замок Жоанни